# Rick Mahorn
Derrick Allen "Rick" Mahorn (Hartford, Connecticut, 21 de septiembre de 1958) es un exjugador y exentrenador de baloncesto estadounidense que jugó en la NBA en las décadas de 1980 y 1990. Con sus 2,08 metros, jugó en las posiciones de ala-pívot y de pívot. Es conocido como Baddest Bad Boy of them all ('el más malo de los chicos malos'), en referencia al sobrenombre que recibieron los jugadores de Detroit Pistons a finales de la década de 1980.

## Trayectoria deportiva

### Universidad
Jugó durante cuatro años en la Universidad de Hampton, un college de segunda fila, donde consiguió unas espectaculares cifras de 20,3 puntos y 12,3 rebotes, a lo largo de 119 partidos.

### NBA
Fue seleccionado por los Washington Bullets en la trigésimoquinta posición del Draft de la NBA de 1980. Nunca llegó a corroborar sus estadísticas como universitario, jugando en varios equipos diferentes, y destacando sobre todo por sus rudas maneras y su intimidación bajo canasta, para lo cual se apoyaba siempre en compañeros de equipo que tenían las mismas maneras que él, como Jeff Ruland o Bill Laimbeer. En 1989 consiguió el anillo de campeón de la NBA con los Detroit Pistons.
Jugó un total de 18 temporadas en la NBA, retirándose a los 40 años vistiendo la camiseta de Philadelphia 76ers. A lo largo de su carrera promedió 6,9 puntos y 6,2 rebotes por partido.
En la temporada 1991-92 hizo un paréntesis en su carrera NBA para jugar en Europa, concretamente, en el Virtus Roma de la Lega italiana, con el que consiguió ganar la Copa Korać de ese año.
Debido a su juego duro, el legendario speaker de los Boston Celtics Johnny Most le puso a él y a su compañero en los Bullets Jeff Ruland los motes despectivos de "McFilthy" y "McNasty".

## Estadísticas de su carrera en la NBA
|  | Denota temporada en la que fue Campeón de la NBA |

### Temporada regular
| Año     | Equipo       | PJ   | PT  | MPP  | %TC  | %3P  | %TL  | RPP | APP | ROB | TPP | PPP  |
| ------- | ------------ | ---- | --- | ---- | ---- | ---- | ---- | --- | --- | --- | --- | ---- |
| 1980-81 | Washington   | 52   | 0   | 13.4 | .507 | .000 | .675 | 4.1 | 0.5 | 0.4 | .8  | 4.8  |
| 1981-82 | Washington   | 80   | 80  | 33.3 | .507 | .000 | .632 | 8.8 | 1.9 | 0.7 | 1.7 | 12.2 |
| 1982-83 | Washington   | 82   | 82  | 36.9 | .490 | .000 | .575 | 9.5 | 1.4 | 1.0 | 1.8 | 11.0 |
| 1983-84 | Washington   | 82   | 82  | 32.9 | .507 | .000 | .651 | 9.0 | 1.6 | 0.8 | 1.5 | 9.0  |
| 1984-85 | Washington   | 77   | 63  | 26.9 | .499 | .000 | .653 | 7.9 | 1.6 | 0.8 | 1.4 | 6.3  |
| 1985-86 | Detroit      | 80   | 12  | 18.0 | .455 | .000 | .681 | 5.2 | 0.8 | 0.5 | .8  | 4.9  |
| 1986-87 | Detroit      | 63   | 6   | 20.3 | .477 | .000 | .821 | 6.0 | 0.6 | 0.5 | .8  | 6.1  |
| 1987-88 | Detroit      | 67   | 64  | 29.3 | .574 | .500 | .756 | 8.4 | 0.9 | 0.6 | .6  | 10.7 |
| 1988-89 | Detroit      | 72   | 61  | 24.9 | .517 | .000 | .748 | 6.9 | 0.8 | 0.6 | .9  | 7.3  |
| 1989-90 | Philadelphia | 75   | 66  | 30.3 | .497 | .222 | .715 | 7.6 | 1.3 | 0.6 | 1.4 | 10.8 |
| 1990-91 | Philadelphia | 80   | 74  | 30.5 | .467 | .000 | .788 | 7.8 | 1.5 | 1.0 | .7  | 8.9  |
| 1992-93 | New Jersey   | 74   | 9   | 14.6 | .472 | .333 | .800 | 3.8 | 0.4 | 0.3 | .4  | 3.9  |
| 1993-94 | New Jersey   | 28   | 0   | 8.1  | .489 | .000 | .650 | 1.9 | 0.2 | 0.1 | .2  | 2.1  |
| 1994-95 | New Jersey   | 58   | 7   | 10.9 | .523 | .333 | .796 | 2.8 | 0.4 | 0.2 | .2  | 3.4  |
| 1995-96 | New Jersey   | 50   | 0   | 9.0  | .352 | .000 | .723 | 2.2 | 0.3 | 0.3 | .3  | 2.4  |
| 1996-97 | Detroit      | 22   | 7   | 9.9  | .370 | .000 | .727 | 2.4 | 0.3 | 0.2 | .1  | 2.5  |
| 1997-98 | Detroit      | 59   | 0   | 12.0 | .457 | .000 | .676 | 3.3 | 0.3 | 0.2 | .1  | 2.4  |
| 1998-99 | Philadelphia | 16   | 0   | 7.9  | .278 | .000 | .375 | 1.4 | 0.1 | 0.3 | .1  | 0.8  |
| Total   | Total        | 1117 | 613 | 23.1 | .493 | .132 | .704 | 6.2 | 1.0 | 0.6 | .9  | 6.9  |

### Playoffs
| Año   | Equipo       | PJ  | PT | MPP  | %TC  | %3P  | %TL   | RPP  | APP | ROB | TPP | PPP  |
| ----- | ------------ | --- | -- | ---- | ---- | ---- | ----- | ---- | --- | --- | --- | ---- |
| 1982  | Washington   | 7   | 7  | 34.6 | .438 | .000 | .714  | 8.7  | 1.9 | 1.4 | .7  | 10.6 |
| 1984  | Washington   | 4   | 4  | 38.5 | .600 | .000 | .800  | 10.8 | 1.5 | 0.3 | 1.5 | 9.5  |
| 1985  | Washington   | 4   | 1  | 10.3 | .500 | .000 | 1.000 | 1.8  | 0.0 | 0.0 | .8  | 3.0  |
| 1986  | Detroit      | 4   | 0  | 15.3 | .385 | .000 | 1.000 | 3.0  | 0.0 | 0.3 | .0  | 3.0  |
| 1987  | Detroit      | 15  | 15 | 32.2 | .541 | .000 | .800  | 9.5  | 0.3 | 0.4 | .7  | 9.7  |
| 1988  | Detroit      | 23  | 21 | 17.8 | .344 | .000 | .684  | 3.9  | 0.6 | 0.2 | .4  | 3.3  |
| 1989  | Detroit      | 17  | 17 | 21.2 | .580 | .000 | .654  | 5.1  | 0.4 | 0.5 | .8  | 5.7  |
| 1990  | Philadelphia | 10  | 10 | 34.2 | .430 | .000 | .769  | 7.0  | 1.0 | 0.7 | .8  | 9.4  |
| 1991  | Philadelphia | 8   | 8  | 26.0 | .556 | .000 | .786  | 5.3  | 1.8 | 0.3 | .5  | 6.4  |
| 1993  | New Jersey   | 4   | 2  | 15.8 | .400 | .000 | .000  | 3.3  | 0.8 | 0.0 | .5  | 2.0  |
| 1994  | New Jersey   | 3   | 0  | 6.3  | .000 | .000 | .000  | 1.3  | 0.0 | 0.0 | .3  | 0.0  |
| 1997  | Detroit      | 2   | 1  | 9.0  | .000 | .000 | .000  | 0.5  | 0.0 | 0.0 | .0  | 0.0  |
| 1999  | Philadelphia | 5   | 0  | 5.8  | .333 | .000 | .500  | 1.6  | 0.2 | 0.2 | .0  | 1.6  |
| Total | Total        | 106 | 86 | 22.9 | .427 | .000 | .750  | 5.5  | 0.7 | 0.4 | .6  | 5.8  |

## Logros y reconocimientos
- Campeón de la NBA en 1989.
- Elegido en el segundo mejor quinteto defensivo de 1990.